# Abraham Zapruder
Abraham Zapruder (15 de maio de 1905 - 30 de agosto de 1970) foi o proprietário de uma confecção de roupas femininas que, ao filmar a passagem de John F. Kennedy pela Dealey Plaza em Dallas, Texas, no dia 22 de novembro de 1963, acabou por registrar inesperadamente o assassinato do presidente estadunidense. O filme de Zapruder se tornou célebre por ser o registro mais completo do crime.

## Pano de fundo
Abraham Zapruder nasceu em uma família russo-judaica na cidade de Kovel, na Ucrânia. Recebeu apenas quatro anos de educação formal em seu país até que em 1920, em meio à Guerra Civil Russa, emigrou com sua família para os Estados Unidos, indo morar no Brooklyn, em Nova York.
Em 1941, após uma oferta de emprego de um amigo, Zapruder se mudou para Dallas para trabalhar na Nardis, uma loja de equipamentos esportivos. Em 1954, co-fundou a Jennifer Juniors Inc., cujo escritório era localizado no Edifício Dal-Tex, saindo da Dealey Plaza.
Zapruder era entusiasta do Partido Democrata e admirador do presidente Kennedy. Quando soube que a caravana presidencial passaria pela Dealey Plaza, decidiu assistir ao evento e, devido à insistência de sua secretária, resolveu voltar em casa, buscar sua câmera Bell & Howell e filmar a passagem. Seu filme capturou o assassinato do presidente e se tornou um dos mais estudados da história.

## Testemunha de um assassinato

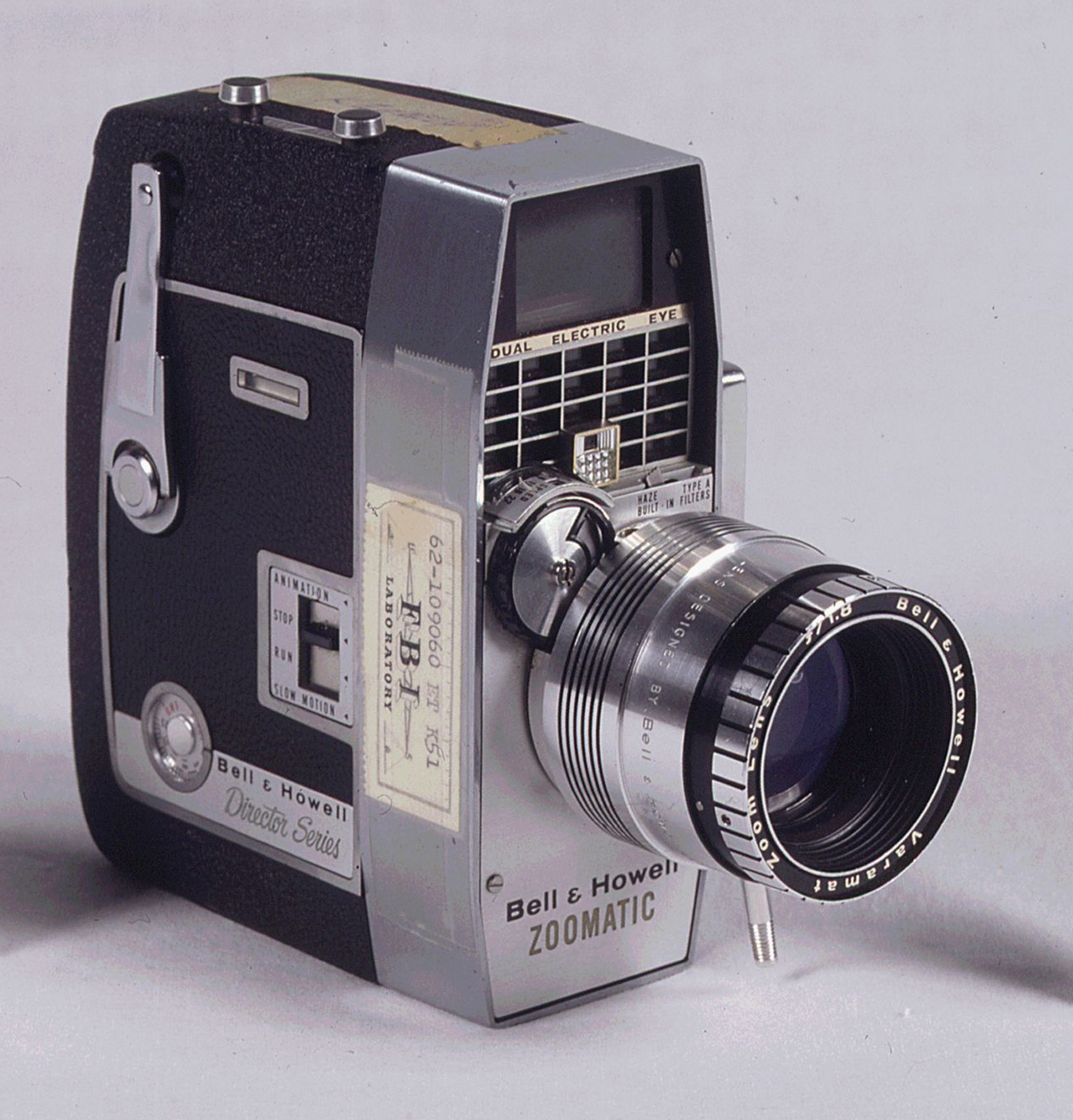
A câmera usada por Zapruder, atualmente no Arquivo Nacional dos EUA

Zapruder filmou o assassinato usando uma câmera de vídeo Bell & Howeell Zoomatic Director Series, modelo 414 PD 8 mm de última geração, comprada em 1962 e carregada com um filme Kodak Kodachrome II. Zapruder ficou no topo de dois pedestais, parte de uma pérgula de concreto no entorno da Elm Street. Por trás dele ficou sua secretária, Marilyn Sitzman, para segurá-lo caso ele ficasse tonto enquanto filmava.
No caminho de volta para seu escritório, Zapruder encontrou o repórter Herry McCormick, do Dallas Morning News. Os dois conversaram sobre o filme, e McCormick combinou de encontrar Zapruder em seu escritório mais tarde. Ele então contactou Forrest Sorrels, do departamento do Serviço Secreto em Dallas, entrando em detalhes sobre a história. O repórter e o agente se encontraram com Zapruder em seu escritório, e este concordou em entregar o filme, mas apenas para uso nas investigações, pois também pretendia vendê-lo. 
O grupo então seguiu para o canal de televisão WFAA para fazer uma cópia, mas a rede não tinha equipamento necessário para converter filmes de 8 mm. O mesmo foi levado então para um laboratório da Kodak, que também não contava com equipamento compatível para aquele modelo. Três cópias foram feitas em outro laboratório, e devolvidas à Kodak para processá-las. Zapruder ficou com o original e uma cópia, entregando as outras duas para o agente Sorrels, que imediatamente as despachou para o quartel-general do Serviço Secreto em Washington.
Às 11h00 horas da noite, Zapruder recebeu a ligação de um editor da revista Life. No dia seguinte, os dois se encontraram para discutir a venda dos direitos do filme. Em 23 de novembro de 1963 Zapruder vendeu o filme original, a cópia e direitos de reprodução para a revista por 50 000 dólares. Dois dias depois, adicionou os direitos cinematográficos e televisivos pela soma de 150 000 dólares, dividida em seis pagamentos anuais de 25 000. Parte do acordo era de que o frame 313, que mostrava o tiro fatal, não fosse mostrado.

## Depois do crime
O assassinato deixou Zapruder tão traumatizado que ele nunca mais comprou ou usou qualquer outra câmera.
Ele testemunhou mais tarde perante a Warren Commission e no julgamento de Clay Shaw em 1969, vindo a morrer de câncer no estômago em 1970 em Dallas.